# أندرو لاسي
أندرو لاسي (بالإنجليزية: Andrew William Lacey) هو نقابي وسياسي أسترالي وبريطاني (وحمل سابقاً جنسية المملكة المتحدة لبريطانيا العظمى وأيرلندا)، ولد في 19 أكتوبر 1887 في أستراليا، وتوفي في 24 أغسطس 1946 في نفس البلد بسبب أمراض القلب. حزبياً، نشط في حزب العمال الأسترالي (فرع جنوب أستراليا) ‏. وقد انتخب Leader of the Australian Labor Party (SA Branch) ‏ (1933 – 1938) وانتخب عضو مجلس النواب جنوب أستراليا من الجمعية عن دائرة Electoral district of Port Pirie ‏ وقد انضم خلال فترته النيابية (9 مارس 1933 – 24 أغسطس 1946) للكتلة البرلمانية حزب العمال الأسترالي (فرع جنوب أستراليا) ‏.